# Bachpan Bachao Andolan
Bachpan Bachao Andolan és una organització índia en defensa dels drets dels infants i per l'abolició del tràfic humà. El seu nom pot ser traduït com a "Moviment salvem la Infància". Des de la seva formació, el 1980, s'ha centrat en la fi de la servitud per deutes, el treball infantil i el tràfic de persones, així com exigir el dret a l'educació per tots els nens i nenes.
L'objectiu oficial de Bachpan Bachao Andoloan (BBA) és "crear una societat amiga dels infants, on la canalla sigui lliure de l'exploració i rebi una educació lliure i igual." Clama per "identificar, alliberar, rehabilitar i educar els nois en servitud, i la participació de la comunitat, la formació de coalicions, l'acció del consumidor, la promoció de pràctiques comercials ètiques i jocs de masses."
BBA va ser fundada el 1980 per Kailash Satyarthi, guardonat amb el Premi Nobel de la Pau el 2014, que estava consternat per la difícil situació de l'esclavitud infantil a tot el sud d'Àsia. El treball infantil estava acceptat socialment, i era àmpliament practicat a la regió des de feia generacions, vist com un resultat necessari de la pobresa. BBA, doncs, es va convertir en la primera organització de l'Índia a posar en relleu el tema i va donar llc a la South Asian Coalition on Child Servitude (SACCS).